# Lake of Sorrow
Lake of Sorrow es el primer álbum de larga duración del grupo noruego  The Sins of Thy Beloved, lanzado en 1998.
Todas las piezas son extensas y complejas, con cierta similitud en una métrica pausada. Aun así, contienen variantes melódicas a lo largo de cada una de ellas.
El aporte del violín de Pete Johansen es vital en este disco, incluso, destaca una larga introducción de más de un minuto en "Worthy of You", aspecto que da un sonido único y distintivo a esta banda.
Presenta tres temas que ya fueron dados a conocer en EP´s anteriores, "Worthy of You", "All Alone" y "Silent Pain".

## Lista de canciones
Todas las canciones compuestas por The Sins of Thy Beloved.

Todas las canciones escritas y compuestas por The Sins of Thy Beloved. 
| N.º | Título           | Duración |  |
| 1.  | «My Love»        | 9:30     |  |
| 2.  | «The Kiss»       | 8:56     |  |
| 3.  | «Worthy of You»  | 7:17     |  |
| 4.  | «Lake of Sorrow» | 7:06     |  |
| 5.  | «Until the Dark» | 6:39     |  |
| 6.  | «All Alone»      | 7:13     |  |
| 7.  | «Silent Pain»    | 8:02     |  |

## Créditos
- Anita Auglend – Voz.
- Glenn Morten Nordbo - Guitarra, voz.
- Arild Christensen - Guitarra, coros.
- Ola Aarrrestad - Bajo.
- Stig Johansen - Batería.
- Anders Thue - Piano.
- Ingfrid Stensland - Teclado.
- Pete Johansen - Violín.

### Producción
- Terje Refsnes - Productor, ingeniero, mezcla con The Sins of Thy Beloved
- Tor Søreide - Diseño
- Petter Hegre - Fotografía